# Agrias hades
Agrias hades är en fjärilsart som beskrevs av Percy I. Lathy 1900. Agrias hades ingår i släktet Agrias och familjen praktfjärilar. Inga underarter finns listade i Catalogue of Life.